# NGC 88
NGC 88 ist eine Linsenförmige Galaxie im Sternbild Phönix am Südsternhimmel. Sie ist etwa 148 Millionen Lichtjahre von der Milchstraße entfernt, mit einem Durchmesser von ca. 35.000 Lichtjahren. NGC 88 ist Teil einer Galaxiengruppe namens Roberts Quartett, zu der noch NGC 87, NGC 89 und NGC 92 zählen.
Die Galaxie NGC 88 wurde am 30. September 1834 von dem britischen Astronomen John Herschel entdeckt.